# Rhamphoichthys
Rhamphoichthys — викопний рід променеперих риб вимерлого ряду Tselfatiiformes. Він містить один валідний вид R. taxidiotis із формації Гессельталь у Німеччині та формації Санніне у Лівані, на додаток до двох спірних видів (R. minor з Англії та R. stebbingi з Англії та Італії), які вважаються nomen nudum через їхню фрагментарність.

## Назва
Родова назва Rhamphoichthys походить з грецької: rámfos (rhamphos) означає «дзьоб» із суфіксом ichthys — «риба». Видова назва походить від грецького taxidiotis, що означає «мандрівник». Ця комбінація робить її «рибою-мандрівницею з дзьобом», що відображає довгий рострум і широке географічне поширення цього імовірно пелагічного таксону.

## Опис
Риба мала веретеноподібне тіло з тонким рострумом, що становить половину довжини черепа. Верхня щелепа довша за нижню. на спині був високий довгий спинний плавець. Грудний плавець розміщений відносно високо.

## Спосіб життя
Rhamphoichthys, мабуть, був широко поширеним і звичайним верхівковим хижаком у Тетісі і Бореальному морі. Ймовірно, риба мала дуже схожу екологічну роль і харчові звички з сучасними скумбрієвими.